# Lisa Leslie
Lisa Deshaun Leslie-Lockwood (* 7. Juli 1972 in Gardena, Kalifornien, Vereinigte Staaten) ist eine ehemalige professionelle Basketball-Spielerin, die von 1997 bis 2009 für die Los Angeles Sparks in der Women’s National Basketball Association (WNBA) spielte.

## Karriere

### College
Bis 1994 spielte Lisa Leslie an der University of Southern California für die USC Trojans.

### WNBA
Sie spielte von 1997 bis 2009 bei den Los Angeles Sparks in der WNBA, denen sie am 22. Januar 1997 zugeteilt wurde. Mit den Sparks wurde Leslie 2001 und 2002 WNBA-Meister. In beiden Jahren war sie Finals-MVP.
Sie wurde 2001, 2004 und 2006 zum MVP gewählt. 2004 wurde sie auch WNBA Defensive Player of the Year. Sie stand sechsmal im All-WNBA First Team (1997, 2000, 2001, 2002, 2003, 2004) und wurde dreimal zum MVP des All-Star Games gekürt (1999, 2001, 2002). Während ihrer Zeit in der WNBA bestritt sie in 12 WNBA-Saisons in der regulären Saison 363 Spiele, dabei stand sie 361 Mal in der Startformation und erzielte 6263 Punkte, 3307 Rebounds und 874 Assists. In 52 Playoff-Partien (davon 52 in der Startformation) erzielte sie 908 Punkte, 471 Rebounds und 117 Assists.
Am 30. Juli 2002 schrieb Leslie Geschichte, indem sie als erste WNBA-Spielerin der Geschichte einen Ball per Dunk im Korb versenkte.
2006 wurde Lisa Leslie ins WNBA All-Decade Team gewählt, einer Auswahl von zehn Spielerinnen, die den stärksten Einfluss auf den Erfolg der Liga während der ersten zehn Jahre der WNBA hatten. Außerdem wurde sie für ihre Leistungen in der WNBA zum 15-jährigen Jubiläum der Liga im Jahr 2011 zu den WNBA’s Top 15 Players of All Time gewählt. 2015 wurde sie in die Naismith Memorial Basketball Hall of Fame aufgenommen. 2021 wurde sie unter die 25 Greatest Players in WNBA History gewählt.

### Europa
Für einige Jahre war sie auch für Vereine in Europa aktiv.

### Nationalmannschaft
Leslie gewann viermal mit der US-amerikanischen Nationalmannschaft die olympische Goldmedaille (1996, 2000, 2004 und 2008). Außerdem konnte sie zweimal den WM-Titel gewinnen (1998 und 2002) und belegte 1994 mit der Nationalmannschaft den dritten Platz.

## Film
2019 spielte sie sich in einer Nebenrolle selbst in dem Film Was Männer wollen.